# Leisewitz-Haus

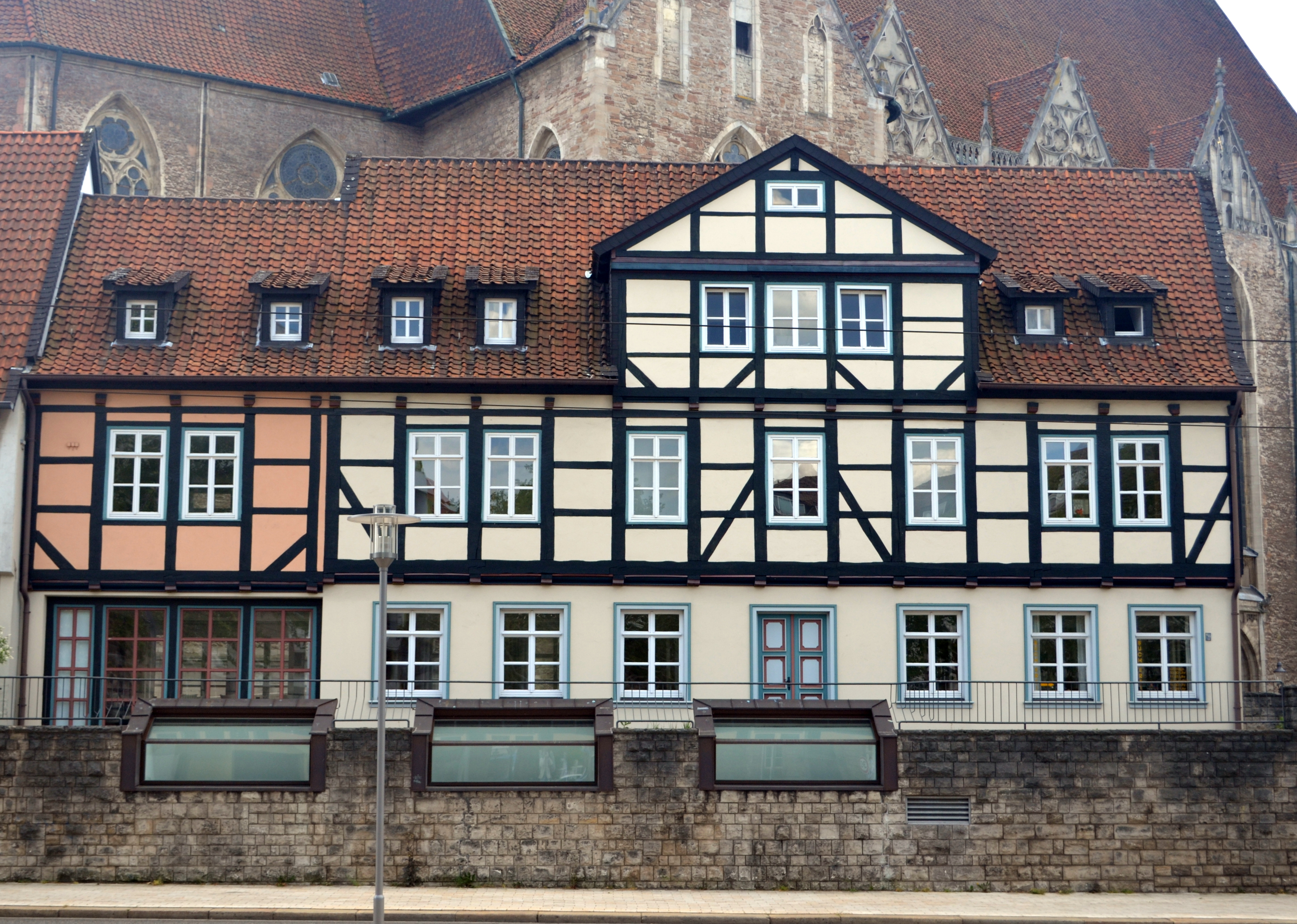
Das Leisewitz-Haus 2019: Ansicht von der Auguststraße (im Hintergrund die Aegidienkirche).

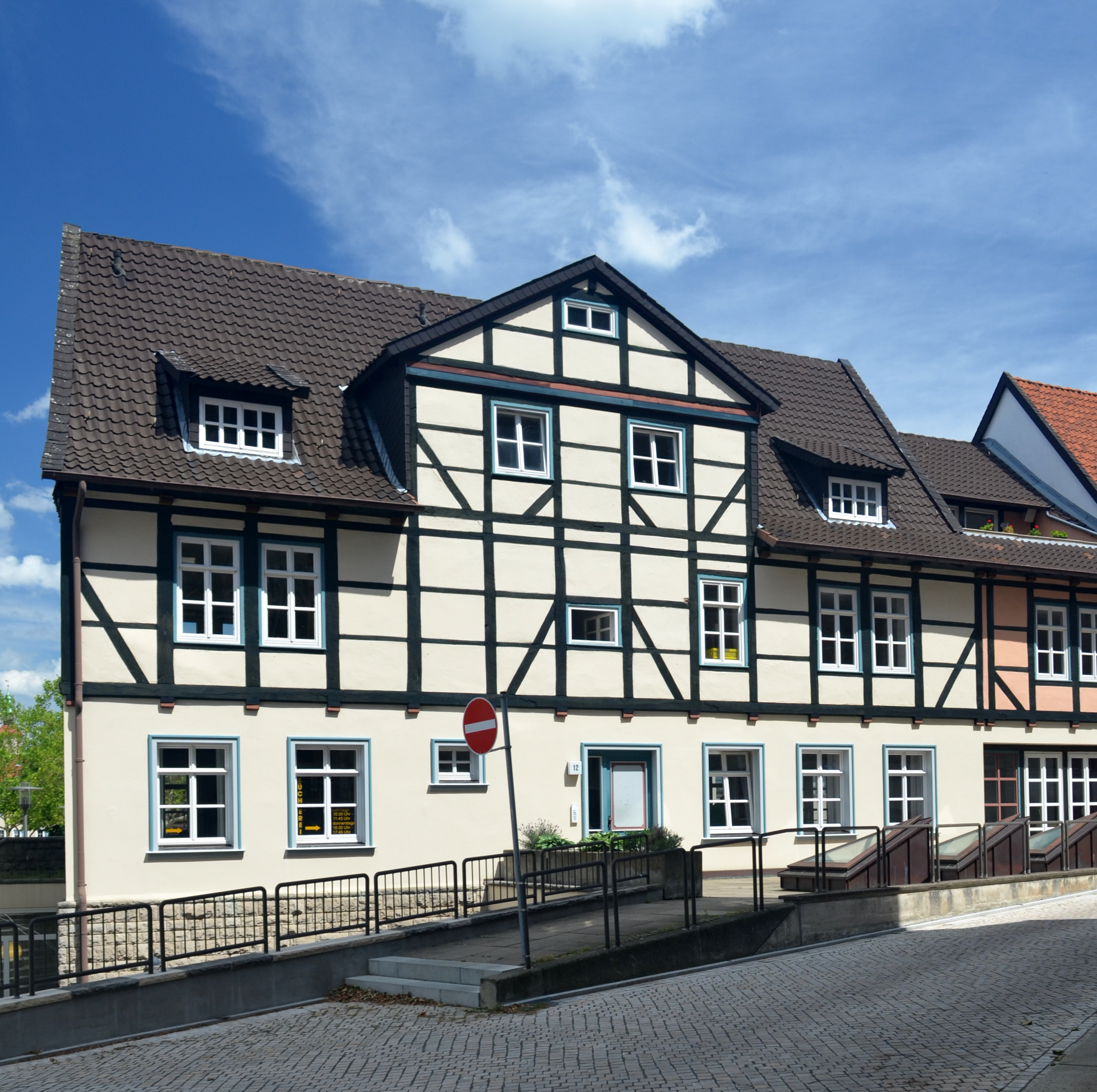
Ansicht vom Aegidienmarkt

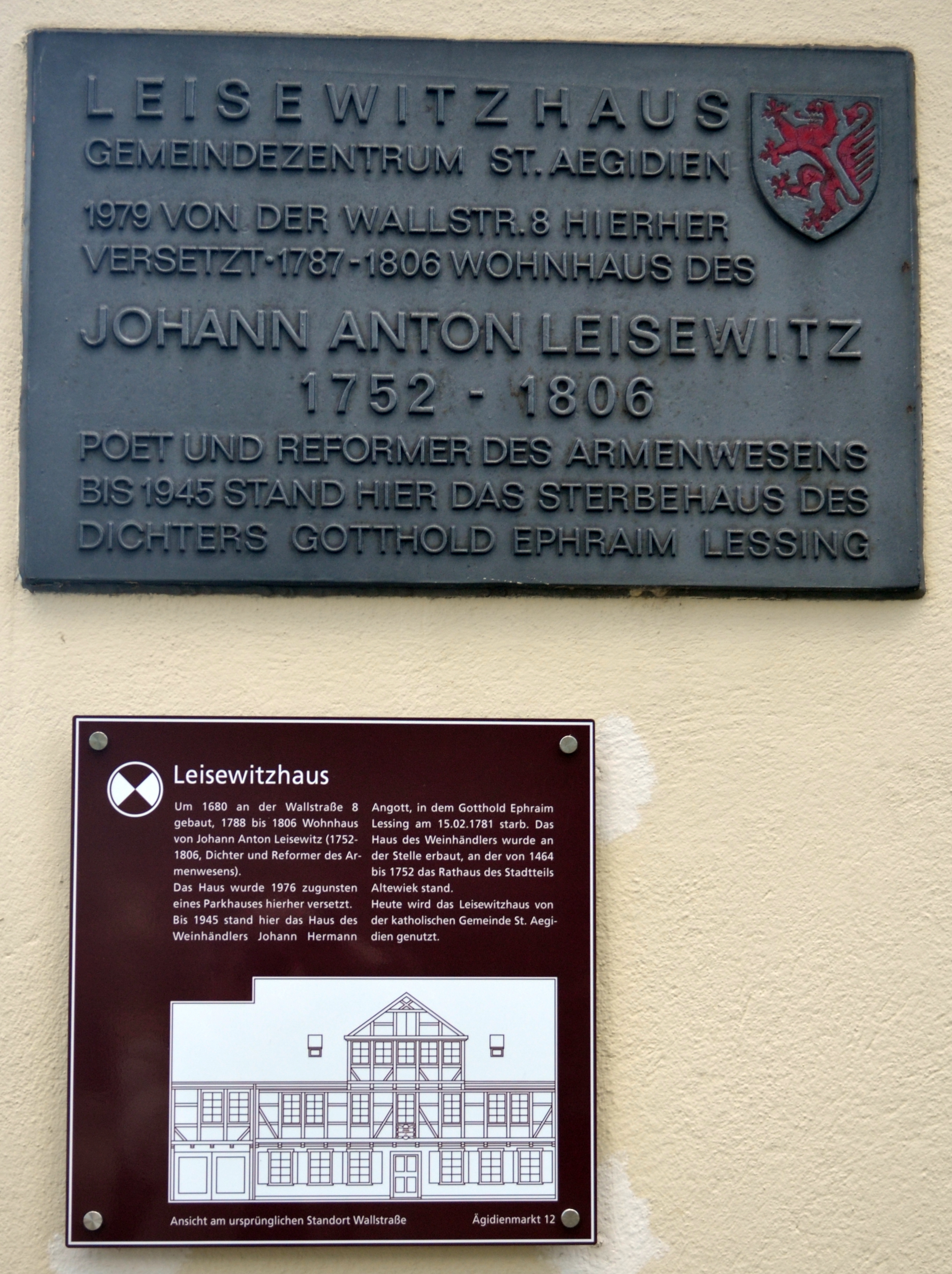
Informationstafeln

Das Leisewitz-Haus in Braunschweig ist ein Fachwerkhaus aus dem späten 17. Jahrhundert, das nach dem Reformer des Armenwesens in Braunschweig Johann Anton Leisewitz benannt wurde, der von 1788 bis zu seinem Tode 1806 darin wohnte.

## Geschichte
Das 17 Spann breite und zwei Stockwerke hohe, traufständige Haus, wurde um 1680 in der Straße „Auf dem Bruche“, später Wallstraße 8, errichtet. Das Gebiet um das „Bruch“ war damals eine Armeleutegegend. Leisewitz war 1778 nach Braunschweig gekommen und erwarb das Haus samt großem Garten (Assekuranznummer 396) von den Erben des Münzbuchhalters Kunz. Am 6. November 1788 zog er zusammen mit seiner Ehefrau Sophie, geb. Seyler (1762–1833), Tochter des Abel Seyler und dessen Ehefrau Sophie Elisabeth, geb. Andreae, in das Haus ein und „übte hier inmitten der ärmeren Bevölkerung seine segensreiche Tätigkeit auf dem Gebiete der Armenverwaltung aus“. Nach Leisewitz’ Tod wurde das Gebäude seit 1876 als Baumagazin genutzt. 1882 wurde eine Gedenktafel zu Ehren Leisewitz’ angebracht.

## Umsetzung
1976 wurde das Haus in der Wallstraße abgetragen, um Platz für ein geplantes Parkhaus schaffen zu können, das 1978 fertig gestellt wurde. Anschließend wurde das Haus auf der Bombenbrache Aegidienmarkt 12, an der Auguststraße, Ecke Spohrplatz, wieder aufgebaut und dient seit September 1979 der katholischen Gemeinde St. Aegidien als Gemeindehaus.
An der Stelle, wo das Leisewitz-Haus wieder errichtet wurde, stand zuvor, bis zu seiner Zerstörung im Zweiten Weltkrieg, der „Aegidienkeller“, ein vom Braunschweigischen Hofbaumeister Georg Christoph Sturm von 1754 bis 1757 für den Weinhändler Angott gebautes Haus. In diesem Haus war am 15. Februar 1781 Gotthold Ephraim Lessing, einer der wichtigsten deutschen Schriftsteller der Aufklärung, gestorben. Bevor der „Aegidienkeller“ an dieser Stelle errichtet worden war, befand sich dort das Altewiekrathaus, das 1752 abgerissen worden war.

## Bauliches Umfeld
Das Leisewitz-Haus gehört zum Aegidienviertel und liegt nur wenige Meter entfernt von der größten katholischen Kirche Braunschweigs, der Aegidienkirche, mit der Garnison-Schule und nur wenig weiter liegt der Ottilienteil, an den u. a. das Gebäude des Konsumvereins grenzt, wiederum einige Meter weiter das ehemalige Große Waisenhaus BMV. Etwas weiter im Süden liegt das Geburtshaus des Komponisten Louis Spohr.